# Chamouny
Chamouny är en ort i Mauritius.   Den ligger i distriktet Savanne, i den sydvästra delen av landet, 40 km söder om huvudstaden Port Louis. Chamouny ligger 131 meter över havet och antalet invånare är 4 913. Den ligger på ön Mauritius.
Terrängen runt Chamouny är kuperad norrut, men söderut är den platt. Havet är nära Chamouny åt sydväst.  Närmaste större samhälle är Curepipe, 19,4 km norr om Chamouny. 